# Хегіг (комуна)
Хегіг (рум. Hăghig) — комуна у повіті Ковасна в Румунії. До складу комуни входять такі села (дані про населення за 2002 рік):
- Хегіг (1720 осіб) — адміністративний центр комуни
- Яреш (503 особи)

Комуна розташована на відстані 160 км на північ від Бухареста, 15 км на захід від Сфинту-Георге, 20 км на північ від Брашова.

## Населення
За даними перепису населення 2002 року у комуні проживали 2223 особи.
Національний склад населення комуни:
| Національність            | Кількість осіб | Відсоток |
| ------------------------- | -------------- | -------- |
| румуни                    | 871            | 39,2%    |
| угорці                    | 691            | 31,1%    |
| цигани                    | 656            | 29,5%    |
| німці                     | 4              | 0,2%     |
| не вказали національність | 1              | < 0,1%   |

Рідною мовою назвали:
| Мова      | Кількість осіб | Відсоток |
| --------- | -------------- | -------- |
| румунська | 1533           | 69,0%    |
| угорська  | 686            | 30,9%    |
| німецька  | 3              | 0,1%     |
| російська | 1              | < 0,1%   |

Склад населення комуни за віросповіданням:
| Релігія                                       | Кількість осіб | Відсоток |
| --------------------------------------------- | -------------- | -------- |
| православні                                   | 1279           | 57,5%    |
| реформати                                     | 528            | 23,8%    |
| п'ятдесятники                                 | 161            | 7,2%     |
| римо-католики                                 | 112            | 5,0%     |
| адвентисти                                    | 31             | 1,4%     |
| унітарії                                      | 22             | 1,0%     |
| баптисти                                      | 16             | 0,7%     |
| бретрени                                      | 10             | 0,4%     |
| греко-католики                                | 9              | 0,4%     |
| не релігійні                                  | 9              | 0,4%     |
| лютерани                                      | 7              | 0,3%     |
| лютерани (Синодально-пресвітеріанська церква) | 3              | 0,1%     |
| лютерани (Аугсбурзького сповідання)           | 3              | 0,1%     |